# دنا
قله دنا یا رشته‌کوه دنا؛ بلندترین و بزرگ‌ترین چین‌خوردگی رشته‌کوه بزرگ زاگرس محسوب می‌شود و دارای خط الراسی به طول تقریبی ۹۰ کیلومتر است. نام این کوه برگرفته از شهری باستانی دهنار (ده انار) در دامنه غربی جنوبی کوه است که آثار ویرانه‌های ان در نزدیکی روستاهای خونگاه و دشت رز شهرستان دنا مشهود است. رشته‌کوه دنا، در استان کهگیلویه و بویراحمد واقع شده است و یکی از ۱۵۱۵ قله بسیار برجسته جهان به‌شمار می‌رود رشته‌کوه دنا ۵۲ قله بالای ۴۰۰۰ متر دارد و بیشترین مجموعه قله‌های بالاتر از ۴۰۰۰ متر در ایران به این رشته‌کوه تعلق دارد.دنا در کنار کوه/کوهستان‌های دماوند، الوند، تفتان، سهند، سبلان، البرز و… یکی از شناخته شده‌ترین کوه‌/کوهستانها در میان ایرانیان است. در میان ایرانیان گاهی به اشتباه یک رشته‌کوه، قله یا بالعکس آن فرض می‌شود! از نمونه‌های بارز آن می‌توان زاگرس و البرز را مثال زد. برخی زاگرس را یک قله و برخی البرز را یک رشته کوه می‌دانند. دنا بزرگ‌ترین پیچ خوردگی کوهستانی در رشته کوه زاگرس بوده و نزدیک‌ترین شهر به آن یاسوج (۲۰ کیلومتر) مرکز استان کهگیلویه و بویراحمد می‌باشد. درکل نزدیک‌ترین آبادی به آن روستای کتا است. بلندترین قله رشته کوه دنا، قله قاش مستان با ارتفاع ۴٫۴۵۹ متر است و میانگین ارتفاع دنا به‌طور کلی ۲٫۶۵۴ متر محسوب می‌گردد. مساحت این رشته کوه ۴۰۰۰ کیلومتر مربع است.
برخلاف تصور رایج، دنا یک قله نیست؛ بلکه رشته کوهی در زاگرس است که از شمال غربی تا جنوب شرقی کشیده شده است و در مرز سه استان اصفهان، کهگیلویه و بویراحمد و نیز چهارمحال و بختیاری قرارداشته و به سه رشته اصلی و یک رشته فرعی عمودی توسط سه گردنه بیژن، مورگل غربی و پوتک تقسیم می‌گردد.
دنا از ۲۰ کیلومتری شرق یاسوج آغاز شده و تا ۷۰ کیلومتری شمال غرب در استان اصفهان ادامه می‌یابد. این کوه از شمال غرب (روستای کتا) آغاز و به سمت جنوب شرق (منطقه کاکان) امتداد یافته است که حدود ۹۰ کیلومتر طول و ۱۵ کیلومتر پهنای متوسط است. بلندترین قلهٔ رشته‌کوه دنا، قله ب‍یژن۳ (قاش‌مستان) در شهر سی سخت، ۴۴۵۹ متر ارتفاع دارد و در ۳۵ کیلومتری شمال غربی یاسوج قرار دارد. شهر سی‌سخت مرکز شهرستان دنا در دامن این کوه جای گرفته است. با توجه به طول زیاد و ارتفاعات گوناگون، بارش سالانه در این کوه از ۶۰۰ تا ۱۸۰۰ میلی‌متر متغیراست و رودهای زیادی از آن سرچشمه می‌گیرند که در میانشان می‌توان از بشار، خرسان، ریگان، ماربر، مهریان، کوه گل، دیاشم، سریز، تیزاب و دژکرد نام برد.

## منطقهٔ حفاظت‌شده
مرز شرقی منطقه حفاظت‌شده دنا از شمال شهر سی‌سخت مرکز شهرستان دنا شروع می‌شود. از مهم‌ترین پاسگاه‌های محیط‌بانی می‌توان محیط بانی خاریدون، محیط بانی روستای کره محیط بانی اب سپاه و میمند را نام برد. منطقه حفاظت شده دنا به عنوان یک ذخیره‌گاه زیست‌کره با وسعتی معادل ۹۳ هزار و ۸۲۱ هکتار در جنوب غربی کشور در استان کهگیلویه و بویر احمد E5121 عرض جغرافیایی و N3057 طول جغرافیایی واقع شده است. از سوی دیگر در دامنه‌های دنا دره‌های متعددی وجود دارد که پر از چشمه کوچک و بزرگ است. بسیاری از این چشمه‌ها از زیر برف می‌جوشند و از دامنه‌های پرشیب دنا سرازیر می‌شوند و پس از پیوستن به یکدیگر رودخانه‌های سرد، شیرین و زلال بشار و خرسان را تشکیل می‌دهند.

## وجه تسمیه اسامی قله‌های بالاتر از ۴۰۰۰ متری دنا به ترتیب ارتفاع
افسانه معروف شاهنامه در خصوص دنا : هنگامی که کیخسرو «شاه ایران زمین» متوجه شد که مرگش نزدیک است، شخصی گمنام به نام لهراسب را جانشین خود معرفی کرد و بعد از آب‌تنی در چشمه بشو (میشی) به سوی ارتفاعات دنا رهسپار گردید. در بین سرداران کیخسرو، سرداری بی‌باک به نام «بیژن» از لهراسب حمایت نکرد و با سی مرد دلاور به سوی کیخسرو و ارتفاعات دنا رهسپار گردید، کیخسرو، بیژن و مردان جنگی همراه با او را پند به اطاعت از لهراسب فراخواند و آن را پیام ایزدی خواند، اما بیژن آن را نپذیرفت. کیخسرو از طریق دامنه‌های دنا و سپس کوه آسمانی وارد غاری شده و در آنجا ناپدید گردید. «این غار هم‌اکنون به نام غار کیخسرو مشهور است و در روستای خفر اصفهان واقع شده است» بیژن و دلاوران همراه او در راه بازگشت گرفتار برف و بوران شده و راه را گم می‌کنند و در نتیجه از هم جدا می‌شوند، سی مرد دلاور در ارتفاعات دنا بر اثر سرما یخ زده و همگی می میرنند و از آنها تندیس‌های یخی بجا می‌ماند و از آن پس به آن منطقه سی سخت و گردنه آن را بیژن می‌گویند.
بیژن نیز که در گردنه از دلاوران همراه خود جدا شده بود به سوی ارتفاعات دنا می‌رود و در بین راه جان به جان آفرین تسلیم می‌کند. از آنجا که محل دقیق مرگ او مشخص نیست به سه قلهٔ که احتمال محل مرگ اوست بیژن ۱ و ۲ و ۳ می‌گویند.
۱- قاش مستان (بیژن ۳) (۴۴۵۹ متر) : وجه تسمیه بیژن همان افسانه معروف شاهنامه است. اما نام قاش مستان به علت وجود شکاف و قاش انتهای قله است که کل و بزهای منطقه در فصل جفت‌گیری و مست شدن به این شکاف می‌آیند.
۲- مورگل (۴۴۲۶ متر) : به علت گلهای زیبا و ریز و مورچه مانند که در فصل تابستان در بین شکاف‌ها و صخره‌های قله می‌روید که به آن گل مروارید نیز می‌گویند.
۳- برج آسمانی (بیژن ۲) (۴۳۹۵ متر) : وجه تسمیه بیژن همان افسانه معروف شاهنامه است. اما نام برج آسمانی به علت شبیه برج بودن نوک قله است.
۴- قزل قلعه (قزل قله) (۴۳۸۰ متر) : به علت سرخ رنگ بودن خاک جبهه جنوبی قله به آن قزل قله یا قله سرخ رنگ می‌گویند، اما با توجه به نمای شرقی قله که شکل یک برج قلعه مانند است به آن قزل قلعه نیز می‌گویند.
۵- حوض دال مرکزی (۴۳۰۵ متر) : به علت وجود شکل حوض مانند زیر قله «سمت غرب پناهگاه» که عقاب (در زبان محلی به آن دال می‌گویند) در آنجا می‌نشیند و چون در جبهه مرکزی واقع شده به آن حوض دال مرکزی می‌گویند.
۶- ماش (بیژن ۱) (۴۳۴۰ متر) : وجه تسمیه بیژن همان افسانه معروف شاهنامه است. اما نام ماش به علت وجود تل ماشکی در یال شمالی قله است که در قدیم آنجا ماش کاشته می‌شده است.
۷- کل قدویس (۴۳۴۰ متر) : محلی‌های منطقه چون این قله از بقیه قله‌های اطراف بلندتر بوده آن را مکانی مقدس می دانستن و به همین علت به آن کل قدویس می‌گویند (کل در زبان محلی به بلندترین نقطه گفته می‌شود)
۸- کل شیدا (۴۳۲۰ متر) : به علت تیغهٔ بودن و به صورت آشفته و پراکنده بودن این تیغه‌ها  (کل در زبان محلی به بلندترین نقطه گفته می‌شود)
۹- بن رو (۴۳۳۰ متر) : به علت دره بن رو که در زیر جبهه جنوبی قله قرار دارد (بن رو به معنی رودی که از بن کوه یا زیر کوه می‌گذرد)
۱۰- کل بلبل (۴۳۰۰ متر): : بر اساس نامی است که در نقشه‌های سازمان جغرافیایی ارتش در سال ۱۳۵۶ به آن تعلق گرفته ، انتخاب شده است.
۱۱- پوتک (۴۳۰۰ متر) : نام خود را از کاسه پوتک که در زیر قله وجود دارد و یکی از قسمت‌های دیدنی دنا است گرفته است.
۱۲- هرم (۴۳۰۰ متر) : به علت شکل هرمی و مثلث مانند آن از سمت جبهه شمالی است.
۱۳-پازن پیر (۴۳۰۰ متر) : به علت وجود پازن‌های که بخاطر مسیر طولانی قله کمتر شکار می‌شدند و اکثراً تا پیر شدن آنجا بودند، به آن پازن پیر می‌گویند.
۱۴- کرسومی غربی (۴۲۷۰ متر) : بر اساس نامی است که در نقشه‌های سازمان جغرافیایی ارتش در سال ۱۳۵۶ به آن تعلق گرفته ، انتخاب شده است. چون دو قله نزدیک به هم هستند به قلهٔ در سمت غرب، کرسومی غربی می‌گویند.
۱۵- لوکوره (۴۲۶۵ متر) : بر اساس نامی است که در نقشه‌های سازمان جغرافیایی ارتش در سال ۱۳۵۶ به آن تعلق گرفته ، انتخاب شده است.
۱۶- تل گردل (۴۲۶۰ متر) : به علت نیمه دایره بودن قله و اینکه شبیه یک تل خاکی است به این نام معروف شده است.
۱۷- کرسومی شرقی (۴۲۵۰ متر) : بر اساس نامی است که در نقشه‌های سازمان جغرافیایی ارتش در سال ۱۳۵۶ به آن تعلق گرفته ، انتخاب شده است. چون دو قله نزدیک به هم هستند به قلهٔ در سمت شرق، کرسومی شرقی می‌گویند.
۱۸- حرا (تنگه راه) (۴۲۴۰ متر) : نام خود را از تنگه ای در جبهه جنوب شرقی خود گرفته است.
۱۹- کل گردل (۴۲۳۰ متر) : به علت شکل نیمه دایره بودن قله (کل در زبان محلی به بلندترین نقطه گفته می‌شود)
۲۰- قلات بزی (۴۲۲۶ متر) : اشاره به مکان خاص و پرآب برای بز کوهی
۲۱- کپیری (۴۲۱۰ متر) : به علت وجود منطقه ای سرسبز و پرآب و وسیع به همین نام در زیر جبهه جنوبی قله است.
۲۲- چات سبز (۴۲۰۰ متر): نام خود را از منطقه ای به همین نام که در زیر قله است برگرفته است.
۲۳- پازنک (مورگل غربی) (۴۲۰۰ متر) : به علت وجود پازن‌های جوان در منطقه و همین‌طور به علت قرارگیری در غرب قله مورگل به آن مورگل غربی نیز گفته می‌شود.
۲۴- سی چانی (۴۱۹۰ متر) : به علت اینکه سه قله در کنار هم هستند به سه چانه خمیر نان تشبیه شده است، که به اختصار به آن سیچانی می‌گویند.
۲۵- کل خرمن: (۴۱۹۰ متر) : به خاطر شکل قله از دور که شبیه انباشته گندم خرمن است (کل در زبان محلی به بلندترین نقطه گفته می‌شود)
۲۶- قبله (کمر قبله) (۴۱۸۴ متر) : به علت اینکه نوک قله به سمت قبله است و همچنین درهٔ در زیر یال شمالی قله که به کمر قبله معروف است.
۲۷- رمبسه (۴۱۸۰ متر) : نام خود را از دره به همین نام و در جبهه شمالی خود گرفته، در این تنگه قسمت‌های از آن ریزش کرده و در انتهای دره به صورت سنگ‌های کوچک و بزرگ پراکنده شده است.
۲۸- آب سپاه (۴۱۷۰ متر) : نام خود را از روستایی در زیر خود گرفته است، البته به آن آب سپا نیز گفته می‌شود که به معنی آب دارای سه پا است. (تنگه ای در نزدیکی روستا که از این قله و از سه جهت، آب در آن جاری بوده و سپس یکی می‌شده است)
۲۹- چال وهلی (۴۱۶۰ متر) : محلی که در آن درخت وهل (سرو کوهی) می‌روید.
۳۰- کل شور (۴۱۳۰ متر) : نام خود را از تنگهٔ که در شرق قله و به نام میشک شور است گرفته است. (کل در زبان محلی به بلندترین نقطه گفته می‌شود)
۳۱- خرسان شرقی (۴۱۳۰ متر) : نام خود را از تنگ شمالی خود به نام خرسان گرفته است و به علت شرقی بودن نسبت به قلهٔ کناری و نزدیک خود به آن خرسان شرقی می‌گویند. خود خرسان نیز به معنی تعداد زیاد خرس در یک محل است.
۳۲- نول شمالی (۴۱۳۰ متر) : در زبان پهلوی یا پارسی میانه به معنای جویبار زلال و خروشان است. چون دو قله نزدیک به هم هستند به قلهٔ شمالی، نول شمالی می‌گویند.
۳۳- خرسان غربی (۴۱۲۰ متر) : نام خود را از تنگ شمالی خود به نام خرسان گرفته است و به علت غربی بودن نسبت به قلهٔ کناری و نزدیک خود به آن خرسان غربی می‌گویند. خود خرسان نیز به معنی تعداد زیاد خرس در یک محل است.
۳۴- کل اسد خانی (۴۱۲۰ متر) : به علت وجود منطقه شکار خوب در زیر قله به این نام مشهور است.
۳۵- هلی (۴۱۱۲ متر) : به علت اینکه نسبت به دو قله قبل و بعد از خود دارای جلو رفتگی است به این نام معروف شده است.
۳۶- قاش سرخ (۴۱۱۰ متر) : علت این نام به خاطر وجود منطقه ای به همین نام در زیر دیواره‌های جنوبی است که خاک آن سرخ رنگ است.
۳۷- کل گایونه (۴۱۱۰ متر) : نام خود را از تنگهٔ در زیر قله و در سمت جنوب غربی برگرفته است. (کل در زبان محلی به بلندترین نقطه گفته می‌شود)
۳۸- کل پازنی (۴۱۰۰ متر) : اولین بلندی دنا که در آن پازن دیده می‌شود.
۳۹- ایستگاه (۴۱۰۰ متر) : به علت وجود منطقه ای خاکی و مسطح در زیر قله که به صورت یک استراحت گاه است.
۴۰- اشکفت (۴۱۰۰ متر) : به علت وجود یک شکاف در زیر قله به آن اشکفت می‌گویند.
۴۱- کل اوآرزنی (۴۱۰۰ متر) : به علت اینکه آب در زیر قله به صورت آربیز (تشت مخصوص خیساندن برنج) جریان پیدا می‌کند. (کل در زبان محلی به بلندترین نقطه گفته می‌شود)
۴۲- برف کرمو (۴۱۰۰ متر) : به علت متخلخل شدن برف آن در اواخر تابستان مانند اسفنجی می‌شود که کرم آن را سوراخ کرده است.
۴۳- تاپو (۴۱۰۰ متر) : نام خود از تنگهٔ در زیر قله به همین نام گرفته است.
۴۴- بردآتش (۴۰۹۰ متر) : به علت اینکه سنگ‌های منطقه در اثر برخورد صاعقه سوخته و سیاه شده است. (به عبارتی بردآتش به معنی سنگ آتش گرفته است)
۴۵- کل آب اسپید (۴۰۸۰ متر) : نام خود از چشمهٔ آب اسپید که در جبهه غرب آن قرار دارد گرفته است. (کل در زبان محلی به بلندترین نقطه گفته می‌شود)
۴۶- نول جنوبی (۴۰۸۰ متر) : در زبان پهلوی یا پارسی میانه به معنای جویبار زلال و خروشان است. چون دو قله نزدیک به هم هستند به قلهٔ جنوبی، نول جنوبی می‌گویند.
۴۷- فردای قیامت (۴۰۵۰ متر): به علت طولانی بودن و بلند به نظر آمدن نمای جنوبی از روستای زیر دست قله است. (به عبارتی برای رسیدن به این قله باید تا فردای قیامت راه بروی)
۴۸- مورگل شمالی (۴۰۵۰متر) :به علت قرارگیری در سمت شمال قله مورگل می‌باشد
۴۹- کل فرهاد (۴۰۴۰ متر): نام خود را از چشمهٔ در زیر قله گرفته است.
۵۰- حوض دال شمالی (۴۰۳۰ متر) : به علت وجود شکل حوض مانند زیر قله «سمت شرق» که عقاب (در زبان محلی به آن دال می‌گویند) می‌نشیند و چون در جبهه شمالی واقع شده به آن حوض دال شمالی می‌گویند.
۵۱- نمک (۴۰۳۰ متر): به علت وجود چشمه نمک و تنگ نمک در دامنه جنوبی قله که در تنگ کوه گل سی سخت است. (چون چشمه و تنگه در زمستان عین نمک سفید پوش می‌شود به این نام معروف شده‌اند)
۵۲- لای نخود (۴۰۰۵ متر) : نام خود را از گردنهٔ در مسیر قله قرار دارد گرفته است.

## مشخصات قله‌های بالاتر از ۴۰۰۰ متری رشته کوه دنا
| \| ردیف \| نام قله \| ارتفاع تقریبی (متر) \| خط الراس \| مختصات جغرافیایی \| مختصات جغرافیایی \| \| ردیف \| نام قله \| ارتفاع تقریبی (متر) \| خط الراس \| (UTM (39 R (متر) \| \| \| ردیف \| نام قله \| ارتفاع تقریبی (متر) \| خط الراس \| شمالی (Y) \| شرقی (X) \| \| ۱ \| کل پازنی \| ۴۱۰۰ \| غربی \| ۳۴۳۶۹۴۳٫۶۵۸ \| ۵۳۱۱۲۷٫۰۱۵ \| \| ۲ \| کل شور \| ۴۱۳۰ \| غربی \| ۳۴۳۶۸۶۷٫۲۸۲ \| ۵۳۱۹۲۵٫۷۶۱ \| \| ۳ \| چات سبز \| ۴۲۰۰ \| غربی \| ۳۴۳۵۶۸۳٫۴۴۸ \| ۵۳۲۵۰۴٫۱۱۷ \| \| ۴ \| کل قدویس \| ۴۳۴۰ \| غربی \| ۳۴۳۵۴۶۰٫۷۵۵ \| ۵۳۳۱۵۱٫۱۶۱ \| \| ۵ \| کل شیدا \| ۴۳۲۰ \| غربی \| ۳۴۳۵۳۴۱٫۲۱۲ \| ۵۳۳۳۳۹٫۱۹۹ \| \| ۶ \| کل بلبل \| ۴۳۰۰ \| غربی \| ۳۴۳۵۲۲۳٫۶۷۴ \| ۵۳۳۴۵۶٫۰۰۴ \| \| ۷ \| لای نخود \| ۴۰۰۵ \| غربی \| ۳۴۳۴۴۹۳٫۲۴۵ \| ۵۳۳۴۹۸٫۱۶۵ \| \| ۸ \| چال وهلی \| ۴۱۶۰ \| غربی \| ۳۴۳۳۳۱۵٫۹۴۲ \| ۵۳۳۶۵۷٫۳۳۵ \| \| ۹ \| اوسپاه \| ۴۱۷۰ \| غربی \| ۳۴۳۰۵۲۹٫۷۷۸ \| ۵۳۴۹۱۴٫۳۳۵ \| \| ۱۰ \| ایستگاه \| ۴۱۰۰ \| غربی \| ۳۴۳۰۳۷۵٫۲۹۶ \| ۵۳۵۱۳۸٫۴۹۲ \| \| ۱۱ \| قلات بزی \| ۴۲۲۶ \| غربی \| ۳۴۳۰۴۵۰٫۵۶۳ \| ۵۳۵۸۲۹٫۷۸۶ \| \| ۱۲ \| کل فرهاد \| ۴۰۴۰ \| غربی \| ۳۴۳۱۱۷۹٫۰۰۵ \| ۵۳۵۶۸۰٫۱۱۱ \| \| ۱۳ \| خرسان غربی \| ۴۱۲۰ \| غربی \| ۳۴۳۰۳۴۳٫۰۱۱ \| ۵۳۶۲۳۵٫۰۰۱ \| \| ۱۴ \| خرسان شرقی \| ۴۱۳۰ \| غربی \| ۳۴۳۰۱۰۸٫۲۶۵ \| ۵۳۶۸۲۱٫۰۴۲ \| \| ۱۵ \| فردای قیامت \| ۴۰۵۰ \| غربی \| ۳۴۲۹۳۷۴٫۰۰۴ \| ۵۳۵۹۲۸٫۰۰۱ \| \| ۱۶ \| پوتک \| ۴۳۰۰ \| غربی \| ۳۴۲۸۵۹۰٫۶۶۸ \| ۵۳۷۷۱۵٫۰۵۸ \| \| ۱۷ \| لوکوره \| ۴۲۶۵ \| غربی \| ۳۴۲۸۱۳۵٫۴۵۸ \| ۵۳۷۶۴۳٫۵۷۲ \| \| ۱۸ \| کل گردل \| ۴۲۳۰ \| غربی \| ۳۴۲۷۷۶۲٫۹۴۱ \| ۵۳۷۲۸۹٫۱۶۷ \| \| ۱۹ \| هلی \| ۴۱۱۲ \| غربی \| ۳۴۲۷۱۱۸٫۰۱۱ \| ۵۳۷۵۳۶٫۰۳۱ \| \| ۲۰ \| اشکفت \| ۴۱۰۰ \| غربی \| ۳۴۲۶۶۴۲٫۰۲۱ \| ۵۳۷۹۵۹٫۰۲۲ \| \| ۲۱ \| تل گردل \| ۴۲۶۰ \| غربی \| ۳۴۲۵۶۱۶٫۰۳۴ \| ۵۳۹۲۴۹٫۰۸۶ \| \| ۲۲ \| حوض دال پشت دنا \| ۴۰۳۰ \| شمالی \| ۳۴۳۱۴۰۱٫۰۰۵ \| ۵۳۸۴۹۳٫۰۰۱ \| \| ۲۳ \| کل او اسپید \| ۴۰۸۰ \| شمالی \| ۳۴۳۱۱۳۸٫۹۵۸ \| ۵۳۸۰۴۶٫۰۵۹ \| \| ۲۴ \| کل اوآرزنی \| ۴۱۰۰ \| شمالی \| ۳۴۳۰۰۶۱٫۸۸۲ \| ۵۳۷۳۷۶٫۹۳۲ \| \| ۲۵ \| کل اسد خانی \| ۴۱۲۰ \| شمالی \| ۳۴۳۰۴۴۷٫۲۹۱ \| ۵۳۷۶۲۳٫۹۷۷ \| \| ۲۶ \| پازنک \| ۴۲۰۰ \| مرکزی \| ۳۴۲۵۵۱۷٫۰۳۴ \| ۵۳۹۹۷۵٫۰۸۶ \| \| ۲۷ \| مورگل \| ۴۴۲۶ \| مرکزی \| ۳۴۲۵۵۳۲٫۳۳۵ \| ۵۴۰۵۳۹٫۹۲۷ \| \| ۲۹ \| کمر قبله \| ۴۱۸۴ \| مرکزی \| ۳۴۲۵۳۴۷٫۶۰۳ \| ۵۴۲۰۷۷٫۸۷۸ \| \| ۳۰ \| قاش مستان \| ۴۴۵۹ \| مرکزی \| ۳۴۲۴۲۸۳٫۴۸۱ \| ۵۴۱۶۵۶٫۵۱۵ \| \| ۳۱ \| بن رو \| ۴۳۳۰ \| مرکزی \| ۳۴۲۳۶۲۷٫۸۱۷ \| ۵۴۱۶۹۱٫۴۸۸ \| \| ۳۲ \| قزل قلعه \| ۴۳۸۰ \| مرکزی \| ۳۴۲۳۱۶۹٫۴۰۱ \| ۵۴۲۷۶۵٫۷۲۹ \| \| ۳۳ \| هرم \| ۴۳۰۰ \| مرکزی \| ۳۴۲۳۴۷۴٫۸۹۶ \| ۵۴۲۹۵۵٫۷۸۱ \| \| ۳۴ \| برج آسمانی \| ۴۳۹۵ \| مرکزی \| ۳۴۲۲۷۵۲٫۲۲۸ \| ۵۴۳۱۴۳٫۳۹۸ \| \| ۳۵ \| کپیری \| ۴۲۱۰ \| مرکزی \| ۳۴۲۱۳۲۸٫۰۲۵ \| ۵۴۳۸۹۸٫۰۱۴ \| \| ۳۶ \| ماش \| ۴۳۴۰ \| مرکزی \| ۳۴۲۲۲۴۸٫۰۸۳ \| ۵۴۴۸۵۰٫۱۴۵ \| \| ۳۷ \| کرسومی شرقی \| ۴۲۵۰ \| مرکزی \| ۳۴۲۰۹۵۶٫۸۴۳ \| ۵۴۵۶۶۲٫۱۸۳ \| \| ۳۸ \| چه برفی \| ۴۲۷۰ \| مرکزی \| ۳۴۲۱۱۱۶٫۷۶۵ \| ۵۴۶۲۰۱٫۳۱۵ \| \| ۳۹ \| تنگ راه \| ۴۲۴۰ \| مرکزی \| ۳۴۲۰۲۶۳٫۶۶۲ \| ۵۴۶۰۳۹٫۶۳۲ \| \| ۴۰ \| حوض دال \| ۴۳۰۵ \| مرکزی \| ۳۴۱۹۵۲۷٫۳۹۶ \| ۵۴۵۹۲۹٫۴۹۷ \| \| ۴۱ \| سی چانی \| ۴۱۹۰ \| مرکزی \| ۳۴۱۸۲۴۳٫۰۴۳ \| ۵۴۷۳۱۳٫۳۹۹ \| \| ۴۲ \| تش بردی \| ۴۰۹۰ \| مرکزی \| ۳۴۱۸۵۵۲٫۶۰۱ \| ۵۴۹۳۶۴٫۶۲۵ \| \| ۴۳ \| برف کرمو \| ۴۱۰۰ \| شرقی \| ۳۴۱۴۶۷۱٫۷۲۱ \| ۵۵۲۶۶۴٫۸۷۱ \| \| ۴۴ \| نمک \| ۴۰۳۰ \| شرقی \| ۳۴۱۳۰۶۷٫۰۷۳ \| ۵۵۴۶۳۰٫۰۶۹ \| \| ۴۵ \| کل خرمن \| ۴۱۹۰ \| شرقی \| ۳۴۱۱۸۸۶٫۰۳۴ \| ۵۵۶۰۱۲٫۱۴۳ \| \| ۴۶ \| نول \| ۴۱۳۰ \| شرقی \| ۳۴۱۰۱۱۸٫۹۰۱ \| ۵۵۸۶۵۲٫۷۲۴ \| \| ۴۷ \| چال چویلی \| ۴۰۸۰ \| شرقی \| ۳۴۰۹۲۷۲٫۷۵۴ \| ۵۵۸۱۳۶٫۵۴۲ \| \| ۴۸ \| قاش سرخ \| ۴۱۱۰ \| شرقی \| ۳۴۰۸۴۸۰٫۹۲۳ \| ۵۵۸۷۹۷٫۶۶۱ \| \| ۴۹ \| تاپو \| ۴۱۰۰ \| شرقی \| ۳۴۰۷۹۰۷٫۹۸۹ \| ۵۶۰۲۸۸٫۷۰۴ \| \| ۵۰ \| رمسه \| ۴۱۸۰ \| شرقی \| ۳۴۰۶۵۷۵٫۹۲۲ \| ۵۶۱۳۴۲٫۹۱۹ \| \| ۵۱ \| پازن پیر \| ۴۳۰۰ \| شرقی \| ۳۴۰۶۴۱۵٫۱۷۱ \| ۵۶۲۰۸۳٫۴۸۱ \| \| ۵۲ \| کل گایونه \| ۴۱۱۰ \| شرقی \| ۳۴۰۵۵۹۹٫۱۵۱ \| ۵۶۲۵۸۹٫۲۳۲ \| \| ۵۳ \| کل اسپید \| ۴۱۲۱ \| شرقی \| \| \| |                 |                     |          |                  |                  |
| ردیف | نام قله         | ارتفاع تقریبی (متر) | خط الراس | مختصات جغرافیایی | مختصات جغرافیایی |
| ردیف | نام قله         | ارتفاع تقریبی (متر) | خط الراس | (UTM (39 R (متر) |                  |
| ردیف | نام قله         | ارتفاع تقریبی (متر) | خط الراس | شمالی (Y)        | شرقی (X)         |
| ۱ | کل پازنی        | ۴۱۰۰                | غربی     | ۳۴۳۶۹۴۳٫۶۵۸      | ۵۳۱۱۲۷٫۰۱۵       |
| ۲ | کل شور          | ۴۱۳۰                | غربی     | ۳۴۳۶۸۶۷٫۲۸۲      | ۵۳۱۹۲۵٫۷۶۱       |
| ۳ | چات سبز         | ۴۲۰۰                | غربی     | ۳۴۳۵۶۸۳٫۴۴۸      | ۵۳۲۵۰۴٫۱۱۷       |
| ۴ | کل قدویس        | ۴۳۴۰                | غربی     | ۳۴۳۵۴۶۰٫۷۵۵      | ۵۳۳۱۵۱٫۱۶۱       |
| ۵ | کل شیدا         | ۴۳۲۰                | غربی     | ۳۴۳۵۳۴۱٫۲۱۲      | ۵۳۳۳۳۹٫۱۹۹       |
| ۶ | کل بلبل         | ۴۳۰۰                | غربی     | ۳۴۳۵۲۲۳٫۶۷۴      | ۵۳۳۴۵۶٫۰۰۴       |
| ۷ | لای نخود        | ۴۰۰۵                | غربی     | ۳۴۳۴۴۹۳٫۲۴۵      | ۵۳۳۴۹۸٫۱۶۵       |
| ۸ | چال وهلی        | ۴۱۶۰                | غربی     | ۳۴۳۳۳۱۵٫۹۴۲      | ۵۳۳۶۵۷٫۳۳۵       |
| ۹ | اوسپاه          | ۴۱۷۰                | غربی     | ۳۴۳۰۵۲۹٫۷۷۸      | ۵۳۴۹۱۴٫۳۳۵       |
| ۱۰ | ایستگاه         | ۴۱۰۰                | غربی     | ۳۴۳۰۳۷۵٫۲۹۶      | ۵۳۵۱۳۸٫۴۹۲       |
| ۱۱ | قلات بزی        | ۴۲۲۶                | غربی     | ۳۴۳۰۴۵۰٫۵۶۳      | ۵۳۵۸۲۹٫۷۸۶       |
| ۱۲ | کل فرهاد        | ۴۰۴۰                | غربی     | ۳۴۳۱۱۷۹٫۰۰۵      | ۵۳۵۶۸۰٫۱۱۱       |
| ۱۳ | خرسان غربی      | ۴۱۲۰                | غربی     | ۳۴۳۰۳۴۳٫۰۱۱      | ۵۳۶۲۳۵٫۰۰۱       |
| ۱۴ | خرسان شرقی      | ۴۱۳۰                | غربی     | ۳۴۳۰۱۰۸٫۲۶۵      | ۵۳۶۸۲۱٫۰۴۲       |
| ۱۵ | فردای قیامت     | ۴۰۵۰                | غربی     | ۳۴۲۹۳۷۴٫۰۰۴      | ۵۳۵۹۲۸٫۰۰۱       |
| ۱۶ | پوتک            | ۴۳۰۰                | غربی     | ۳۴۲۸۵۹۰٫۶۶۸      | ۵۳۷۷۱۵٫۰۵۸       |
| ۱۷ | لوکوره          | ۴۲۶۵                | غربی     | ۳۴۲۸۱۳۵٫۴۵۸      | ۵۳۷۶۴۳٫۵۷۲       |
| ۱۸ | کل گردل         | ۴۲۳۰                | غربی     | ۳۴۲۷۷۶۲٫۹۴۱      | ۵۳۷۲۸۹٫۱۶۷       |
| ۱۹ | هلی             | ۴۱۱۲                | غربی     | ۳۴۲۷۱۱۸٫۰۱۱      | ۵۳۷۵۳۶٫۰۳۱       |
| ۲۰ | اشکفت           | ۴۱۰۰                | غربی     | ۳۴۲۶۶۴۲٫۰۲۱      | ۵۳۷۹۵۹٫۰۲۲       |
| ۲۱ | تل گردل         | ۴۲۶۰                | غربی     | ۳۴۲۵۶۱۶٫۰۳۴      | ۵۳۹۲۴۹٫۰۸۶       |
| ۲۲ | حوض دال پشت دنا | ۴۰۳۰                | شمالی    | ۳۴۳۱۴۰۱٫۰۰۵      | ۵۳۸۴۹۳٫۰۰۱       |
| ۲۳ | کل او اسپید     | ۴۰۸۰                | شمالی    | ۳۴۳۱۱۳۸٫۹۵۸      | ۵۳۸۰۴۶٫۰۵۹       |
| ۲۴ | کل اوآرزنی      | ۴۱۰۰                | شمالی    | ۳۴۳۰۰۶۱٫۸۸۲      | ۵۳۷۳۷۶٫۹۳۲       |
| ۲۵ | کل اسد خانی     | ۴۱۲۰                | شمالی    | ۳۴۳۰۴۴۷٫۲۹۱      | ۵۳۷۶۲۳٫۹۷۷       |
| ۲۶ | پازنک           | ۴۲۰۰                | مرکزی    | ۳۴۲۵۵۱۷٫۰۳۴      | ۵۳۹۹۷۵٫۰۸۶       |
| ۲۷ | مورگل           | ۴۴۲۶                | مرکزی    | ۳۴۲۵۵۳۲٫۳۳۵      | ۵۴۰۵۳۹٫۹۲۷       |
| ۲۹ | کمر قبله        | ۴۱۸۴                | مرکزی    | ۳۴۲۵۳۴۷٫۶۰۳      | ۵۴۲۰۷۷٫۸۷۸       |
| ۳۰ | قاش مستان       | ۴۴۵۹                | مرکزی    | ۳۴۲۴۲۸۳٫۴۸۱      | ۵۴۱۶۵۶٫۵۱۵       |
| ۳۱ | بن رو           | ۴۳۳۰                | مرکزی    | ۳۴۲۳۶۲۷٫۸۱۷      | ۵۴۱۶۹۱٫۴۸۸       |
| ۳۲ | قزل قلعه        | ۴۳۸۰                | مرکزی    | ۳۴۲۳۱۶۹٫۴۰۱      | ۵۴۲۷۶۵٫۷۲۹       |
| ۳۳ | هرم             | ۴۳۰۰                | مرکزی    | ۳۴۲۳۴۷۴٫۸۹۶      | ۵۴۲۹۵۵٫۷۸۱       |
| ۳۴ | برج آسمانی      | ۴۳۹۵                | مرکزی    | ۳۴۲۲۷۵۲٫۲۲۸      | ۵۴۳۱۴۳٫۳۹۸       |
| ۳۵ | کپیری           | ۴۲۱۰                | مرکزی    | ۳۴۲۱۳۲۸٫۰۲۵      | ۵۴۳۸۹۸٫۰۱۴       |
| ۳۶ | ماش             | ۴۳۴۰                | مرکزی    | ۳۴۲۲۲۴۸٫۰۸۳      | ۵۴۴۸۵۰٫۱۴۵       |
| ۳۷ | کرسومی شرقی     | ۴۲۵۰                | مرکزی    | ۳۴۲۰۹۵۶٫۸۴۳      | ۵۴۵۶۶۲٫۱۸۳       |
| ۳۸ | چه برفی         | ۴۲۷۰                | مرکزی    | ۳۴۲۱۱۱۶٫۷۶۵      | ۵۴۶۲۰۱٫۳۱۵       |
| ۳۹ | تنگ راه         | ۴۲۴۰                | مرکزی    | ۳۴۲۰۲۶۳٫۶۶۲      | ۵۴۶۰۳۹٫۶۳۲       |
| ۴۰ | حوض دال         | ۴۳۰۵                | مرکزی    | ۳۴۱۹۵۲۷٫۳۹۶      | ۵۴۵۹۲۹٫۴۹۷       |
| ۴۱ | سی چانی         | ۴۱۹۰                | مرکزی    | ۳۴۱۸۲۴۳٫۰۴۳      | ۵۴۷۳۱۳٫۳۹۹       |
| ۴۲ | تش بردی         | ۴۰۹۰                | مرکزی    | ۳۴۱۸۵۵۲٫۶۰۱      | ۵۴۹۳۶۴٫۶۲۵       |
| ۴۳ | برف کرمو        | ۴۱۰۰                | شرقی     | ۳۴۱۴۶۷۱٫۷۲۱      | ۵۵۲۶۶۴٫۸۷۱       |
| ۴۴ | نمک             | ۴۰۳۰                | شرقی     | ۳۴۱۳۰۶۷٫۰۷۳      | ۵۵۴۶۳۰٫۰۶۹       |
| ۴۵ | کل خرمن         | ۴۱۹۰                | شرقی     | ۳۴۱۱۸۸۶٫۰۳۴      | ۵۵۶۰۱۲٫۱۴۳       |
| ۴۶ | نول             | ۴۱۳۰                | شرقی     | ۳۴۱۰۱۱۸٫۹۰۱      | ۵۵۸۶۵۲٫۷۲۴       |
| ۴۷ | چال چویلی       | ۴۰۸۰                | شرقی     | ۳۴۰۹۲۷۲٫۷۵۴      | ۵۵۸۱۳۶٫۵۴۲       |
| ۴۸ | قاش سرخ         | ۴۱۱۰                | شرقی     | ۳۴۰۸۴۸۰٫۹۲۳      | ۵۵۸۷۹۷٫۶۶۱       |
| ۴۹ | تاپو            | ۴۱۰۰                | شرقی     | ۳۴۰۷۹۰۷٫۹۸۹      | ۵۶۰۲۸۸٫۷۰۴       |
| ۵۰ | رمسه            | ۴۱۸۰                | شرقی     | ۳۴۰۶۵۷۵٫۹۲۲      | ۵۶۱۳۴۲٫۹۱۹       |
| ۵۱ | پازن پیر        | ۴۳۰۰                | شرقی     | ۳۴۰۶۴۱۵٫۱۷۱      | ۵۶۲۰۸۳٫۴۸۱       |
| ۵۲ | کل گایونه       | ۴۱۱۰                | شرقی     | ۳۴۰۵۵۹۹٫۱۵۱      | ۵۶۲۵۸۹٫۲۳۲       |
| ۵۳ | کل اسپید        | ۴۱۲۱                | شرقی     |                  |                  |

## نگارخانه

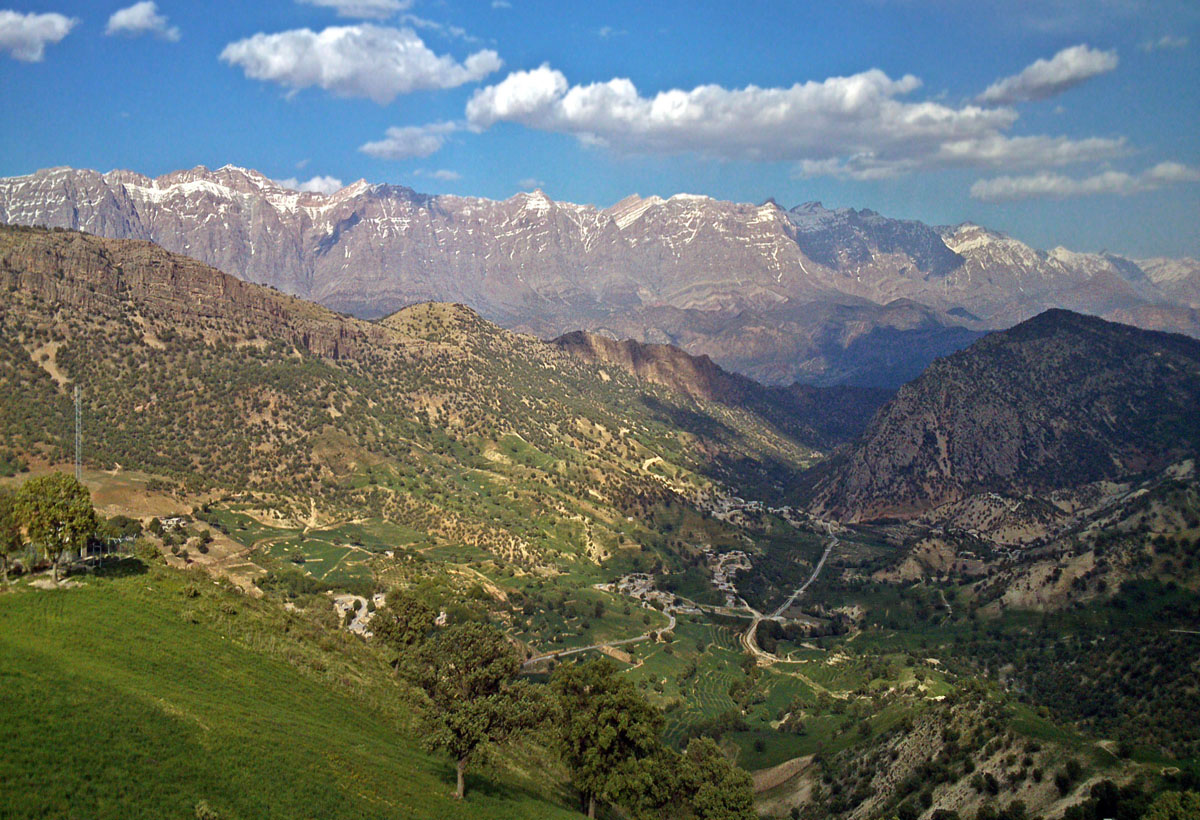
چشم انداز دنا از منطقهٔ بهرام بیگی
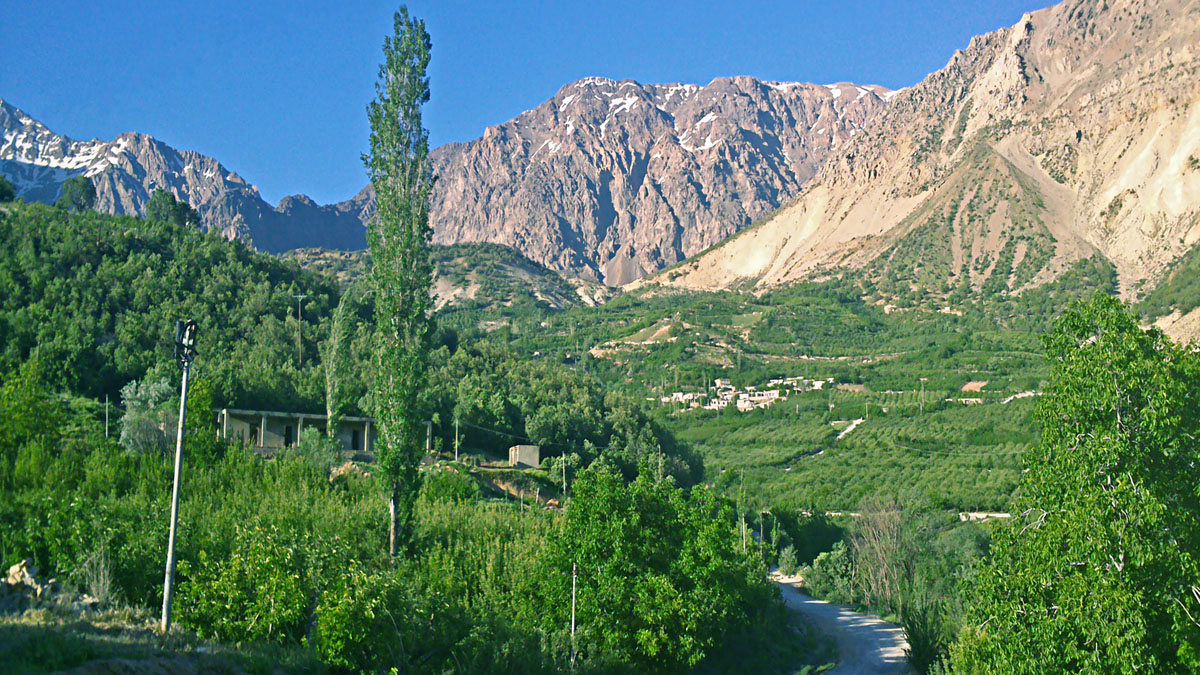
دامنه‌های دنا از روستای کره
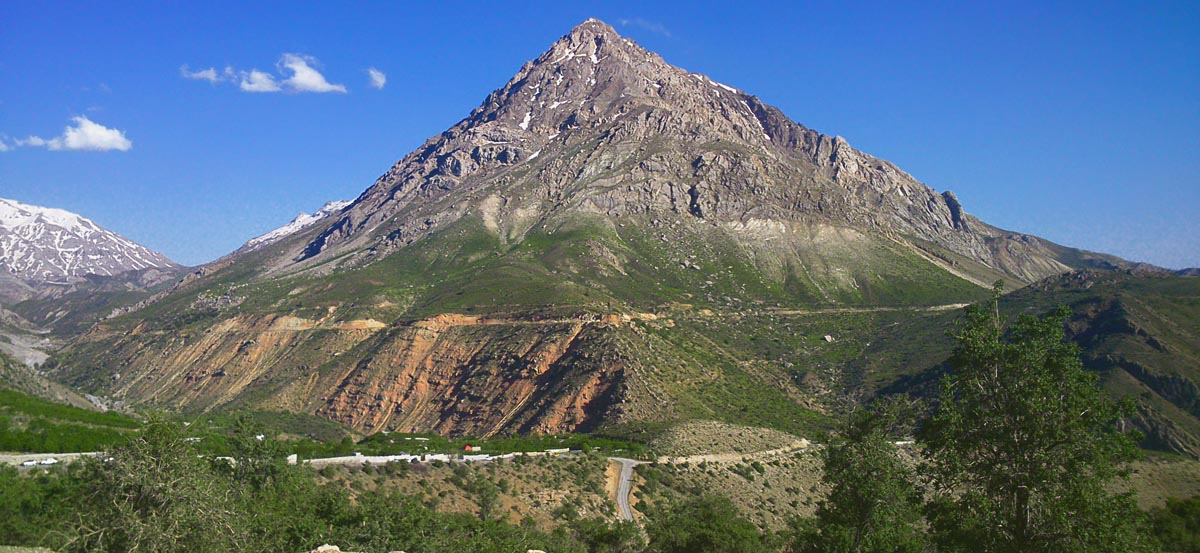
قلهٔ قلم، منطقهٔ حفاظت‌شدهٔ دنا
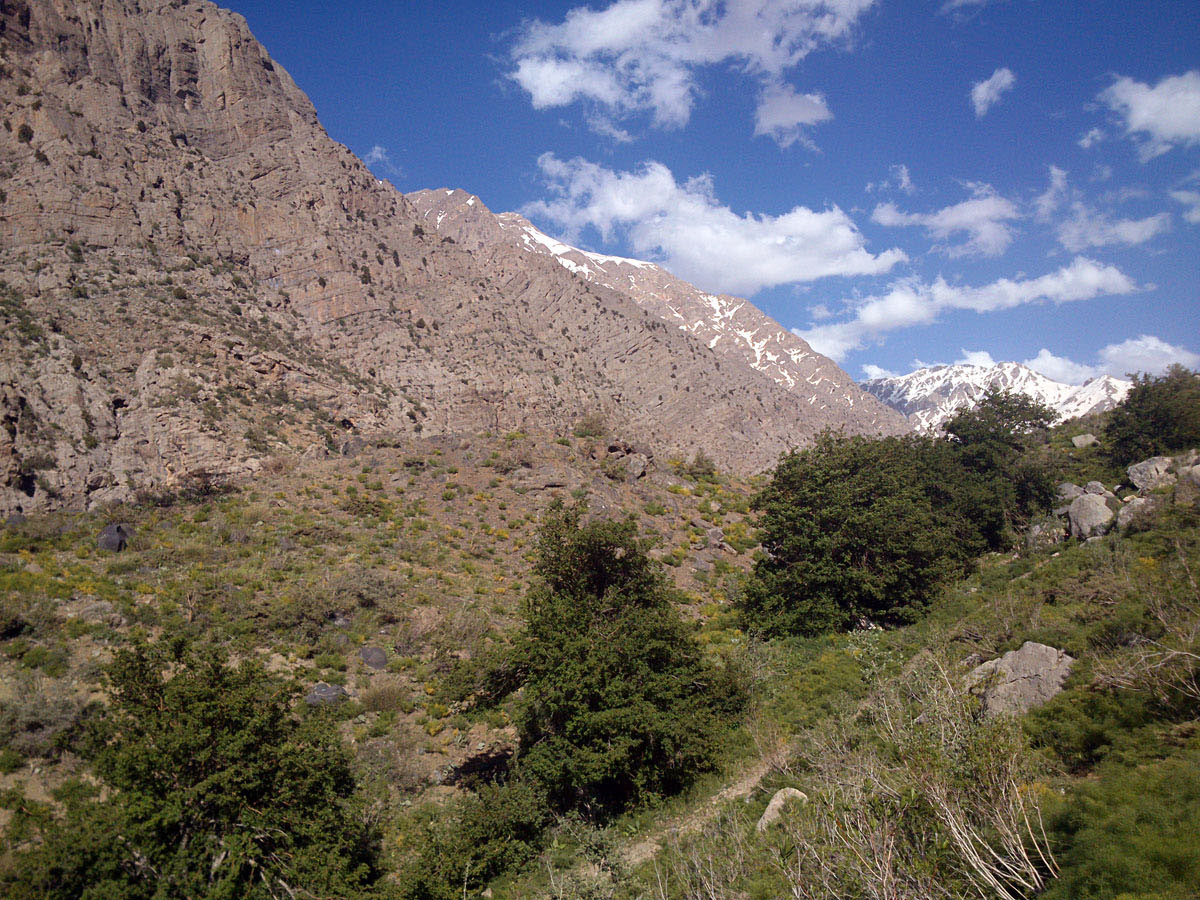
منطقهٔ حفاظت‌شدهٔ دنا، کوه گل
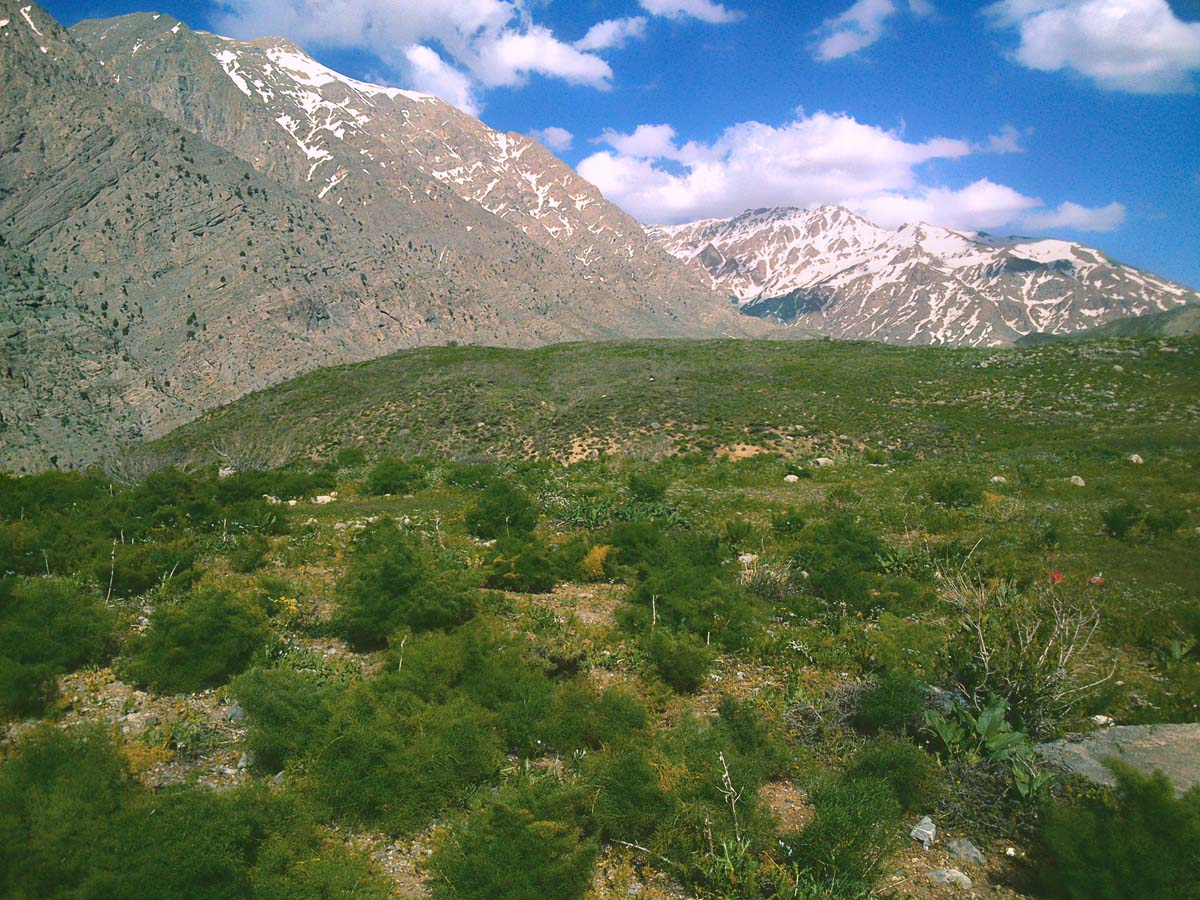
منطقهٔ حفاظت‌شدهٔ دنا، کوه گل
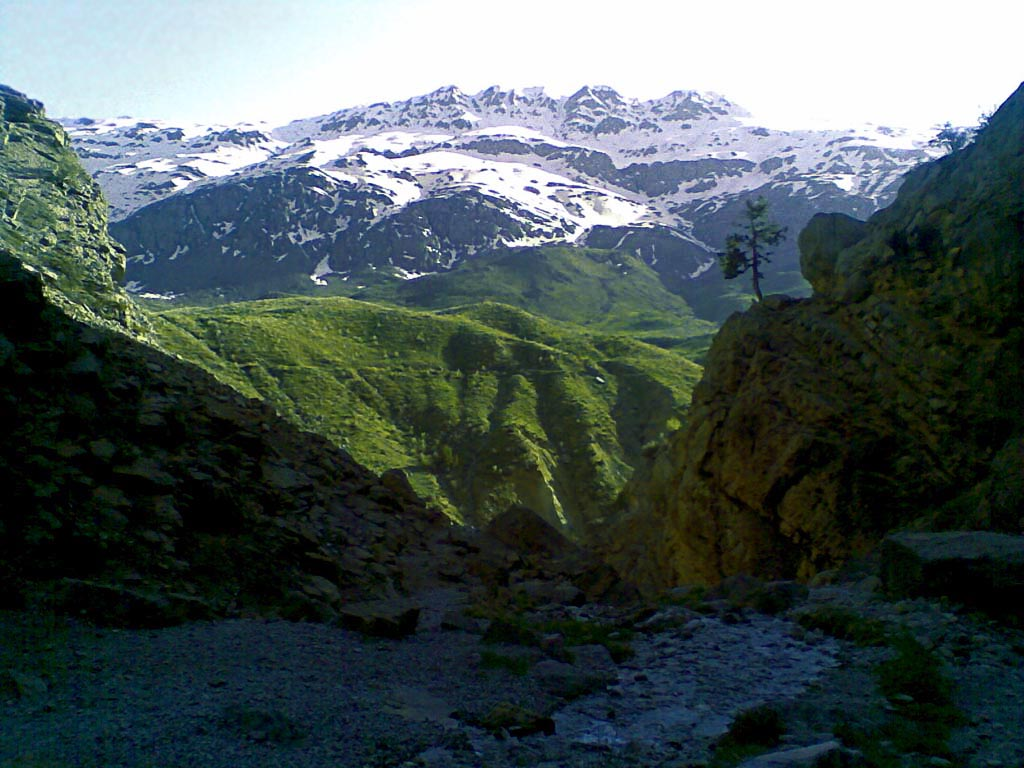
منطقهٔ حفاظت‌شدهٔ دنا، کوه گل
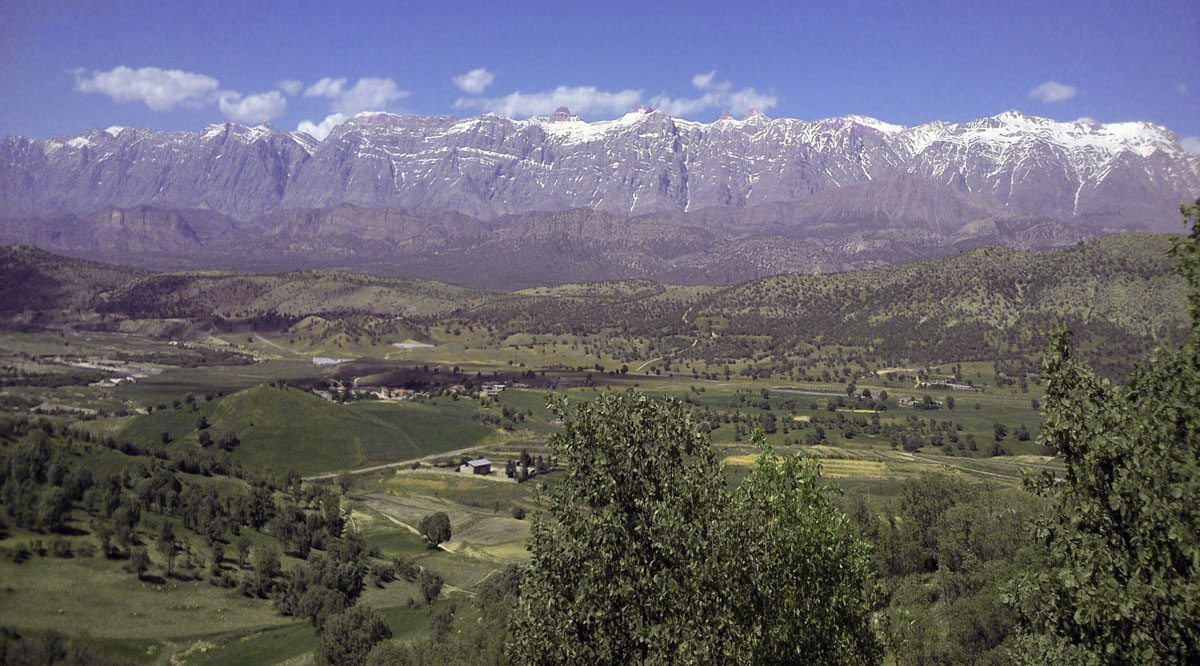
چشم‌انداز دنا از منطقهٔ چیتاب
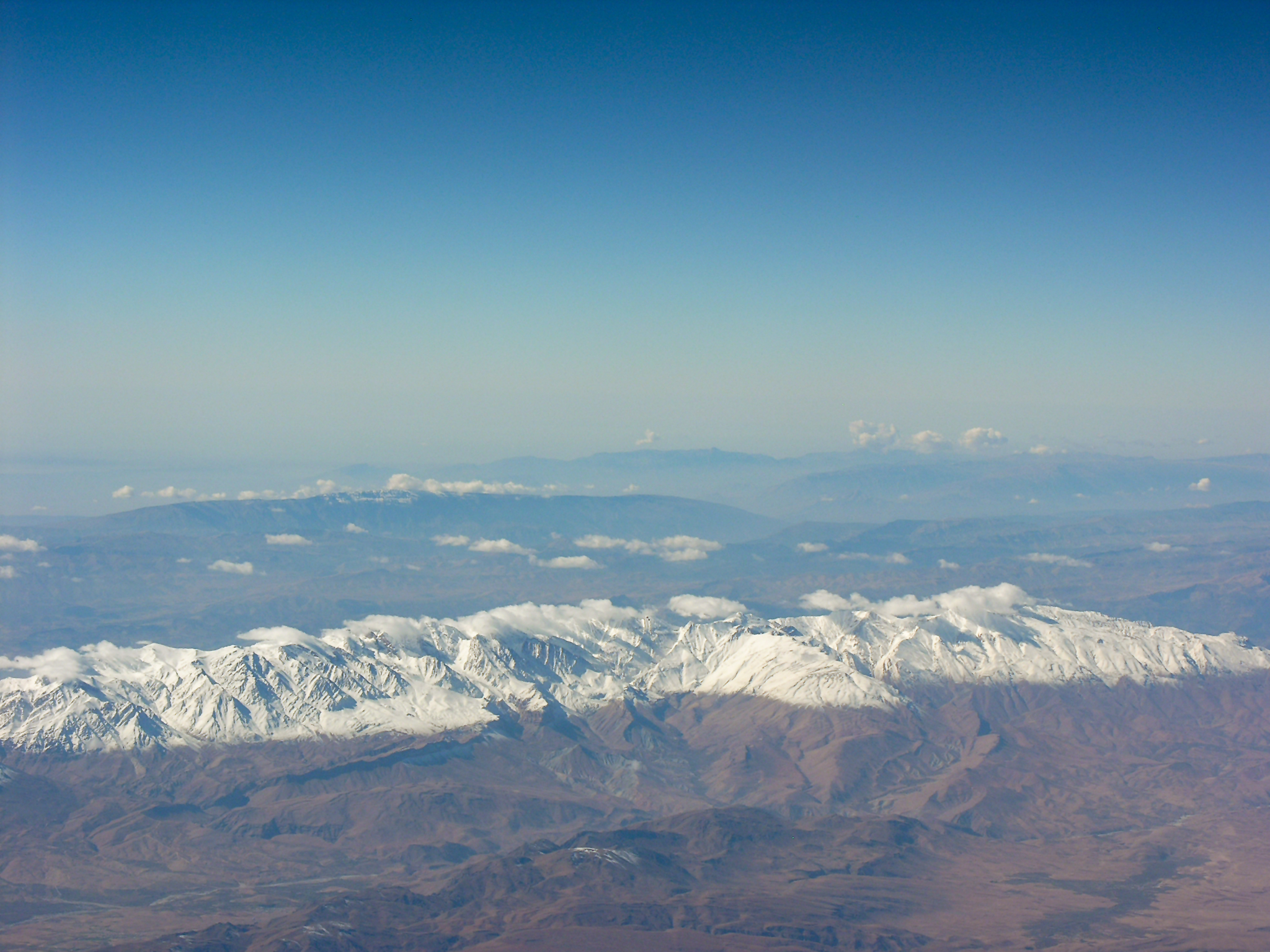
رشته‌کوه دنا